# Správní obvod obce s rozšířenou působností Vyškov
Správní obvod obce s rozšířenou působností Vyškov je od 1. ledna 2003 jedním ze tří správních obvodů rozšířené působnosti obcí v Jihomoravském kraji. Zahrnuje města Vyškov, Ivanovice na Hané, Rousínov a dalších 39 obcí.
Města Vyškov, Ivanovice na Hané, Rousínov a vojenský újezd Březina jsou obcemi s pověřeným obecním úřadem.

## Seznam obcí
Města jsou uvedena tučně (žlutě), městyse kurzívou, části obcí malince.
|  | Vyškov Brňany, Dědice, Hamiltony, Křečkovice Lhota, Nosálovice, Nouzka, Opatovice, Pařezovice Pazderna, Rychtářov, Vyškov-Předměstí, Zouvalka pověřený obecní úřad dalších 28 obcí |  | Rostěnice-Zvonovice Rostěnice, Zvonovice |  | Ruprechtov                 |  | Nemojany                                          |
|  | Dražovice |  | Krásensko                                |  | Studnice Odrůvky           |  | Kozlany                                           |
|  | Drnovice |  | Drysice                                  |  | Nové Sady                  |  | Křižanovice u Vyškova                             |
|  | Topolany |  | Kučerov                                  |  | Hlubočany Terešov          |  | Vážany                                            |
|  | Luleč |  | Podivice                                 |  | Lysovice                   |  | Podomí                                            |
|  | Hoštice-Heroltice Hoštice, Heroltice |  | Prusy-Boškůvky Boškůvky, Moravské Prusy  |  | Pustiměř Pustiměřské Prusy |  | Hvězdlice Nové Hvězdlice, Staré Hvězdlice         |
|  | Račice-Pístovice Račice, Pístovice |  | Zelená Hora                              |  | Radslavice Radslavičky     |  | Bohdalice-Pavlovice Pavlovice, Bohdalice, Manerov |
|  | Ježkovice |  |                                          |  |                            |  |                                                   |
|  | Ivanovice na Hané Chvalkovice na Hané pověřený obecní úřad dalších 6 obcí |  | Švábenice                                |  | Medlovice                  |  | Moravské Málkovice                                |
|  | Orlovice |  | Rybníček                                 |  | Dětkovice                  |  |                                                   |
|  | Rousínov Čechyně, Královopolské Vážany, Kroužek Rousínovec, Slavíkovice, Vítovice pověřený obecní úřad dalších 5 obcí                                                              |  | Komořany                                 |  | Podbřežice                 |  | Habrovany                                         |
|  | Olšany |  | Tučapy                                   |  |                            |  |                                                   |

## Obyvatelstvo
| Rok  | Obyv.  | ± %    |
| ---- | ------ | ------ |
| 1869 | 40 996 | —      |
| 1880 | 43 561 | +6,3 % |
| 1890 | 45 456 | +4,4 % |
| 1900 | 47 559 | +4,6 % |
| 1910 | 51 016 | +7,3 % |

| Rok  | Obyv.  | ± %    |
| ---- | ------ | ------ |
| 1921 | 50 266 | −1,5 % |
| 1930 | 50 643 | +0,8 % |
| 1950 | 46 325 | −8,5 % |
| 1961 | 48 040 | +3,7 % |
| 1970 | 47 142 | −1,9 % |

| Rok  | Obyv.  | ± %    |
| ---- | ------ | ------ |
| 1980 | 49 724 | +5,5 % |
| 1991 | 50 794 | +2,2 % |
| 2001 | 50 579 | −0,4 % |
| 2011 | 50 821 | +0,5 % |
| 2021 | 51 483 | +1,3 % |